# Menaix a Truà
Menaix a truà és un grup de música format per Cris Juanico, Toni Xuclà i Juanjo Muñoz que s'encabeix en l'anomenat Rock català. L'any 1999 Cris Juanico, cantant de Ja t'ho diré, Toni Xuclà i Juanjo Muñoz, del grup Gossos, decideixen trobar-se per tocar junts en un projecte a part dels seus propis grups, que cristal·litza en la gravació d'un CD en directe al teatre de Bescanó el 19 de desembre de 1999 amb el títol de Menaix a truà i que sortiria a la venda l'any 2000. D'aquesta fusió de tres estils diferents en va sorgir també el seu segon treball Petits moments d'estricta simpatia (2002), "Com el vent" (2008) i "Guia de petits senyals" (2012).
L'any 2000 protagonitzen la campanya Refresca't a TV3 amb la cançó "Enmig de la mar". L'any 2009 van celebrar els 10 anys amb un concert a L'Auditori dins el Festival Internacional de Guitarra de Barcelona. amb l'Orquestra de Cambra Virtèlia amb arranjaments de Toni Xuclà i les col·laboracions de Gossos, Marc Grassas, Jordi Pegenaute, Laura Guiteras i Shanti. El 2012 fan el seu primer concert en directe per internet i estrenen l'espectacle "Menaix a Banda" amb banda de vent i arranjaments de Toni Xuclà.

## Discografia
- | • Menaix a Truà (2000)                                                                                                                                                                                                                                                 |
| --- |
| 1. Balada de primavera 2. Sa petita Inés 3. I si...? 4. Quan res sembla el que és 5. Insomni 6. Els llacs del terror 7. Torna 8. Romanç anònim 9. Enmig de la mar 10. Wild wood 11. Tocar el cel 12. El missatger 13. Viatge estel·lar d'un adolescent 14. Som com Som |
- | • Petits moments d'estricta simpatia (2002)                                                                                                                                                                                                                                     |
| --- |
| 1. Encara hi ets a temps 2. Tal vegada 3. Cap al cel 4. On ets? 5. Pols en el vent 6. Dona d'aigua 7. Na Maria 8. Ulls tancats 9. Mentrestant 10. Demano impossibles 11. No em deixis mai 12. Marco Polo 13. Mou-te lentament 14. Flors de Baladre 15. Dona d'aigua (Essencial) |
- | • Com el vent (2008)                                                                                                                                                                                              |
| --- |
| 1. Mira d'on ve es vent 2. Hi ha dies 3. Secrets 4. I demà 5. Un per any 6. A l'alba 7. Can't find my way at home 8. No hi ha ningú com tu 9. Com el vent 10. Mil camins 11. Si fos per jo 12. Cavallet de la mar |
- | • Menaix a truà 10 anys (2010) |
| ------------------------------ |
|                                |
- | • Guia de petits senyals (2012) |
| ------------------------------- |
|                                 |